# Nideggen
Nideggen (oude Nederlandse namen: Nidecken, Nideck, Nideghem) is een stad en gemeente in de Duitse deelstaat Noordrijn-Westfalen, gelegen in de Kreis Düren. De stad telt 10.155 inwoners (31 december 2020) op een oppervlakte van 65,05 km².

## Plaatsen in de gemeente Nideggen
Tussen haakjes het aantal inwoners per 31 december 2020. Bron: Gemeentewebsite.
- Abenden, 4 km Z (ten zuiden van Nideggen-stad; 802)
- Berg-Thuir, tweelingdorp 3-4 km O (693)
- Brück, 2 km W (305)
- Embken, 7 km O, halverwege Zülpich (792)
- Muldenau, 1 km ten W van Embken (152)
- Nideggen-stad (3.284)
- Rath, 2 km N (767)
- Schmidt, 8 km ZW (3.058)
- Wollersheim, 6 km OZO, aan de Bundesstraße 265 (669)

Totaal aantal inwoners van de gemeente: 10.522. Exclusief mensen, die in de gemeente alleen een tweede woning bezitten.

## Geografie, infrastructuur
Nideggen ligt aan de oostflank van het Eifelgebergte; ook ten zuiden van de gemeente strekken uitlopers van dit gebergte zich uit. Het stadje ligt aan de hier sterk meanderende rivier de Rur. De stuwdam Roerdaldam (Rurtalsperre) met het toeristisch aantrekkelijke stuwmeer ligt ten zuiden van Schmidt, gedeeltelijk in de gemeente Heimbach.

### Naburige gemeentes
- Kreuzau, iets verderop Düren en nog 19 km verderop noordelijk Jülich (Gulik)
- Hürtgenwald in het westen
- Heimbach in het zuiden
- Vettweiß in het oostnoordoosten
- Zülpich in het oosten

### Hoofdwegen
De dichtstbij gelegen autosnelweg is de Autobahn A1, afritten 110 en 111 ten westen van Euskirchen.
Nideggen ligt aan een regionale hoofdweg van Hürtgenwald in het noordwesten, door Nideggen heen, en dan 6½ km oostwaarts naar Froitzheim bij Vettweiß. Daar komt men uit op de Bundesstraße 56. Rijdt men daar linksaf, dan bereikt men na 11 km het centrum van de stad Düren. Rijdt men daar rechtsaf, dan bereikt men na 7 km het centrum van de stad Zülpich. Rijdt men om Zülpich heen, dan bereikt men circa 8 km verder de Autobahn A1.
De andere buurgemeenten bereikt men via vaak bochtige wegen door het Eifelgebergte of langs de Rur.

### Openbaar vervoer

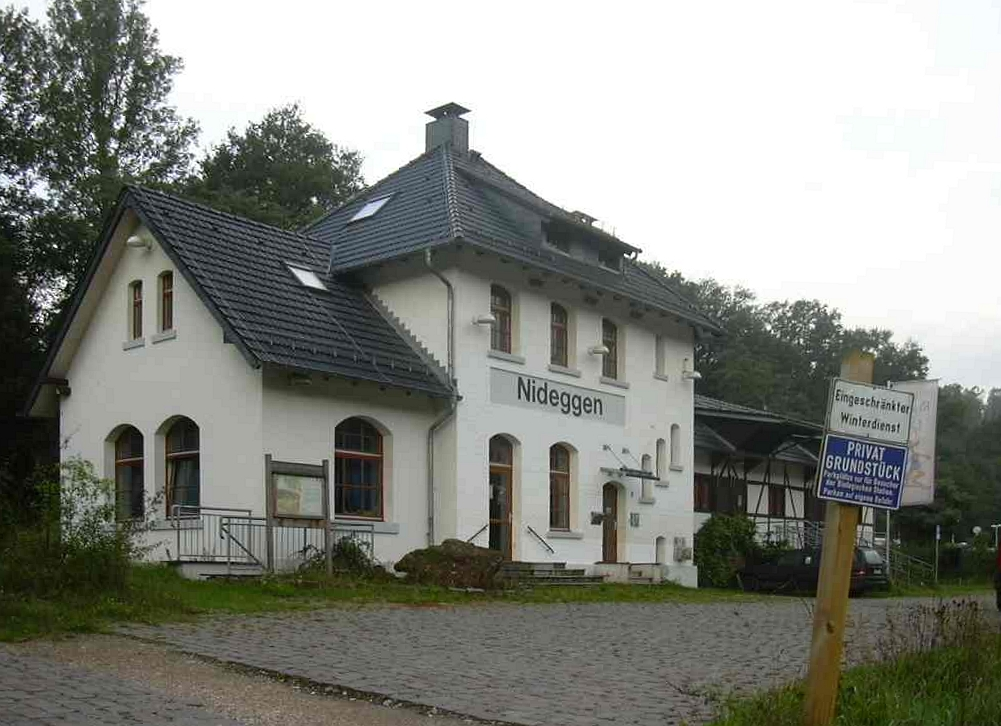
Voormalig stationsgebouw Nideggen (Biologischer Station)
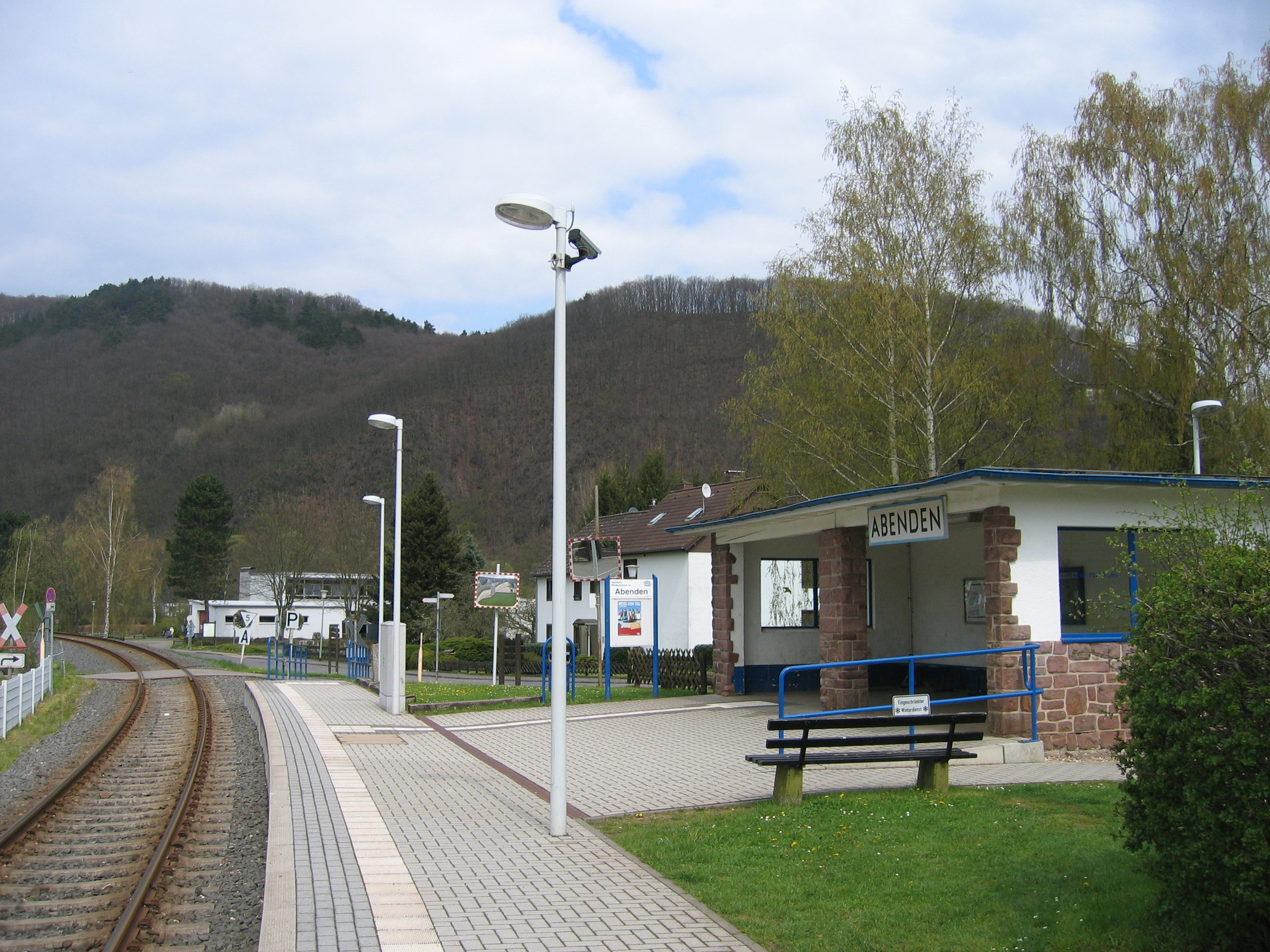
Station Abenden

De gemeente ligt aan de spoorlijn Düren-Heimbach, en heeft stations of halteplaatsen te Brück, 2 km ten westen van Nideggen zelf, en te Abenden. Het voormalige stationsgebouw te Brück huisvest een, de gehele Kreis Düren beslaande, ambtelijke instantie op het gebied van natuurbescherming (Biologischer Station, website: ).
De maatschappij Rurtalbus, die het streekvervoer verzorgt, onderhoudt een op werkdagen ieder uur rijdende buslijn Düren-Niederau-Kreuzau-Winden-Rath, gem. Nideggen-Nideggen vice versa. Deze bus rijdt op zaterdag 5 x per dag en op zondagmiddag 1 x.  Ook Embken en Wollersheim zijn per bus vanuit Nideggen-stad op werkdagen redelijk frequent bereikbaar, en op zaterdag enkele malen per dag. Openbaar vervoer per bus is verder beperkt tot enkele school- en belbusdiensten, die doorgaans alleen op schooldagen tijdens de spitsuren rijden.

## Geschiedenis
Nideggen ligt aan de zuidrand van een door de aanwezigheid van lössbodems vruchtbare en dus voor landbouw geschikte streek, die reeds vanaf de Jonge Steentijd door mensen werd bewoond. In de klassieke oudheid leefden hier achtereenvolgens Eburonen, Romeinen en Ubiërs. Vanaf de 5e eeuw vestigden zich hier Franken. Op veel plaatsen zijn sporen van deze oude volkeren en hun cultuur nog terug te vinden.
De stad werd gesticht in de middeleeuwen en kan terugzien op een lange en gevarieerde geschiedenis.
Omwille van zijn geschil met keurvorstendom Keulen liet Willem II, graaf van Jülich in de periode 1177-1191, de Trutzfeste Nideggen bouwen, tegenwoordig bekend als Burcht Nideggen. In de omgeving van het kasteel werd aan het begin van de 14e eeuw door Gerhard von Jülich planmatig het dorp gesticht, waaraan hij, in samenspraak met zijn vrouw Elizabeth van Brabant en zijn oudste zoon, met Kerstmis 1313, stadsrechten verleende. Ongeveer tezelfdertijd  werd de stadsmuur gebouwd met vier poorten, waarvan er drie (Nyckstor, Dürener en Zülpicher poort) nog steeds bewaard gebleven zijn en thans nog worden onderhouden.
In de daaropvolgende periode ontwikkelde Nideggen zich tot een typische Rijnlandse kleine stad. In 1430 wordt de St. Sebastianus-Schützenbruderschaft, het schuttersgilde, opgericht, en in 1571 was er al een Latijnse school. Met de komst van de Franciscanen (OFM) in 1651 in Nideggen, kwam ook het door de monniken van deze orde verzorgde hoger onderwijs naar de stad.
In 1689 onderging Nideggen hetzelfde lot als vele Rijnlandse steden: het werd in de Negenjarige Oorlog door de Franse troepen in puin geschoten en in de as gelegd, maar werd in de daarop volgende jaren door de bevolking heropgebouwd.
Een volkstelling in 1703 leidde tot de vaststelling, dat het aantal inwoners van de stad en de omliggende dorpen, bestaande uit 156 gezinnen, in totaal slechts 419 personen bedroeg.
De invasie van de Franse revolutionaire troepen in de herfst van 1794 en de daaruit voortvloeiende oprichting van een Franse centrale overheid, betekende het einde van het hertogdom Gulik en het daartoe behorende Amt Nideggen. Na bijna 500 jaar verloor Nideggen net als vele Rijnlandse steden haar stadsrecht. Pas in 1926 herkreeg Nideggen haar stadsrecht.
In 1815 viel het Rijnland - en daarmee dus Nideggen - door de resultaten van het Congres van Wenen toe aan Pruisen, dat de voormalige Franse départements van de zogenaamde Rijnprovincie samenvoegde. In het midden van de 19e eeuw ontstond de Industriële Revolutie, en na 1890 kwam in deze fraaie landstreek het eerste toerisme op. Een periode van politieke en economische stabiliteit brak aan. Het gevolg was een economische opleving, die Nideggen gebruikte om vervallen gebouwen en de ruïneuze stadsmuren te repareren.
Achteraf was dit verspilde moeite, want tijdens de Tweede Wereldoorlog waren Nideggen en de omliggende plaatsen vooral in het laatste oorlogsjaar (zomer 1944 - lente 1945) frontgebied. Daarmee gingen talloze bombardementen door de geallieerden gepaard, met vernietiging van 89% van de gebouwen te Nideggen als gevolg. Nogmaals namen de inwoners van de stad Nideggen de taak op zich, om de stad bijna volledig te herbouwen. Met de hulp van de Kreis Düren ( en wellicht ook de Marshallhulp) werd na de economische hervorming een aantal historische monumenten, zoals delen van het kasteel, de romaanse kerk, de Dürener en de Zülpicher stadspoort hersteld volgens de oude tekeningen. 
Vanaf 1970 werd het toerisme een steeds belangrijkere inkomstenbron voor de gemeente.

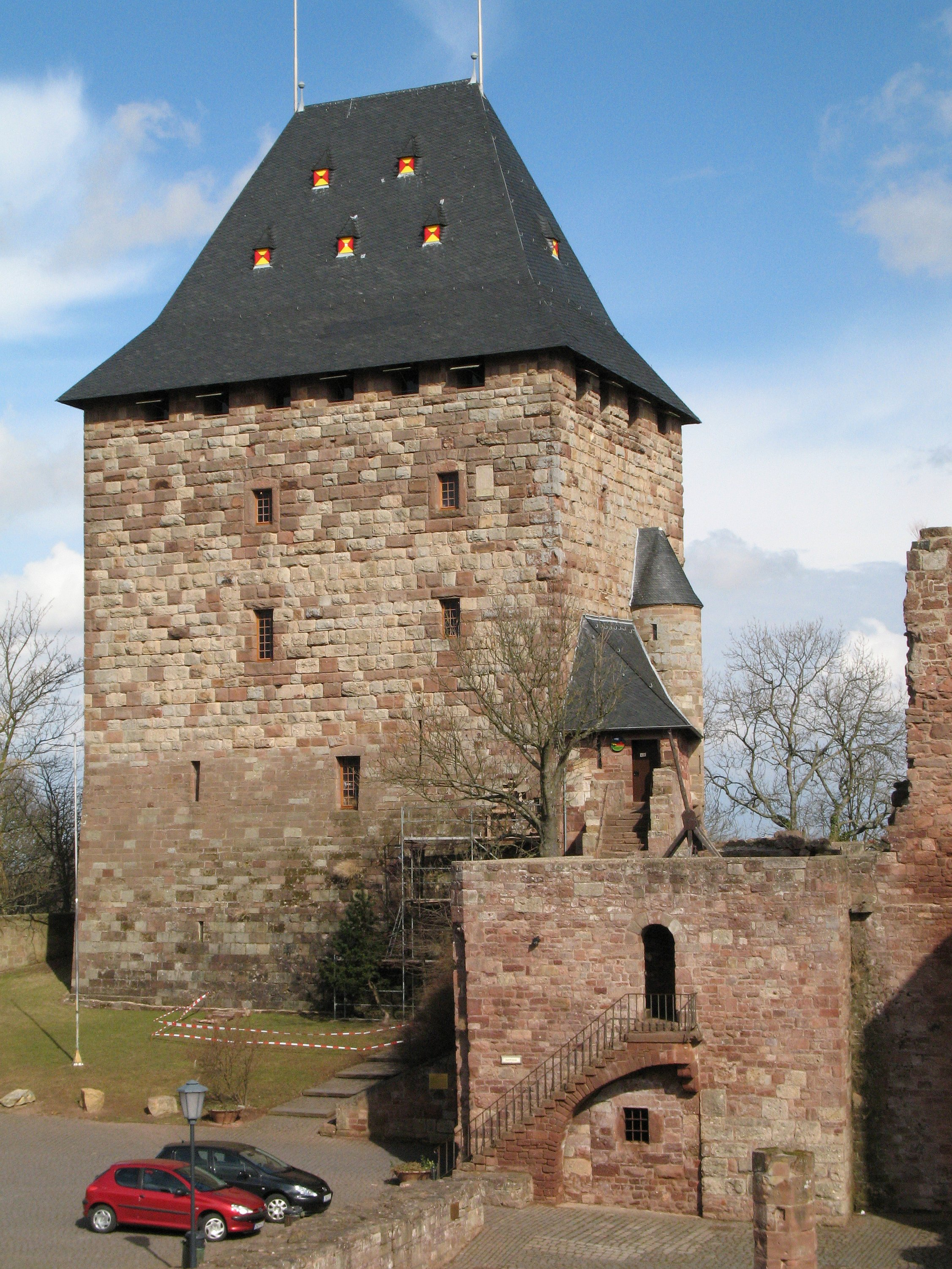
De bergfried (rechthoekige toren) van Kasteel Nideggen
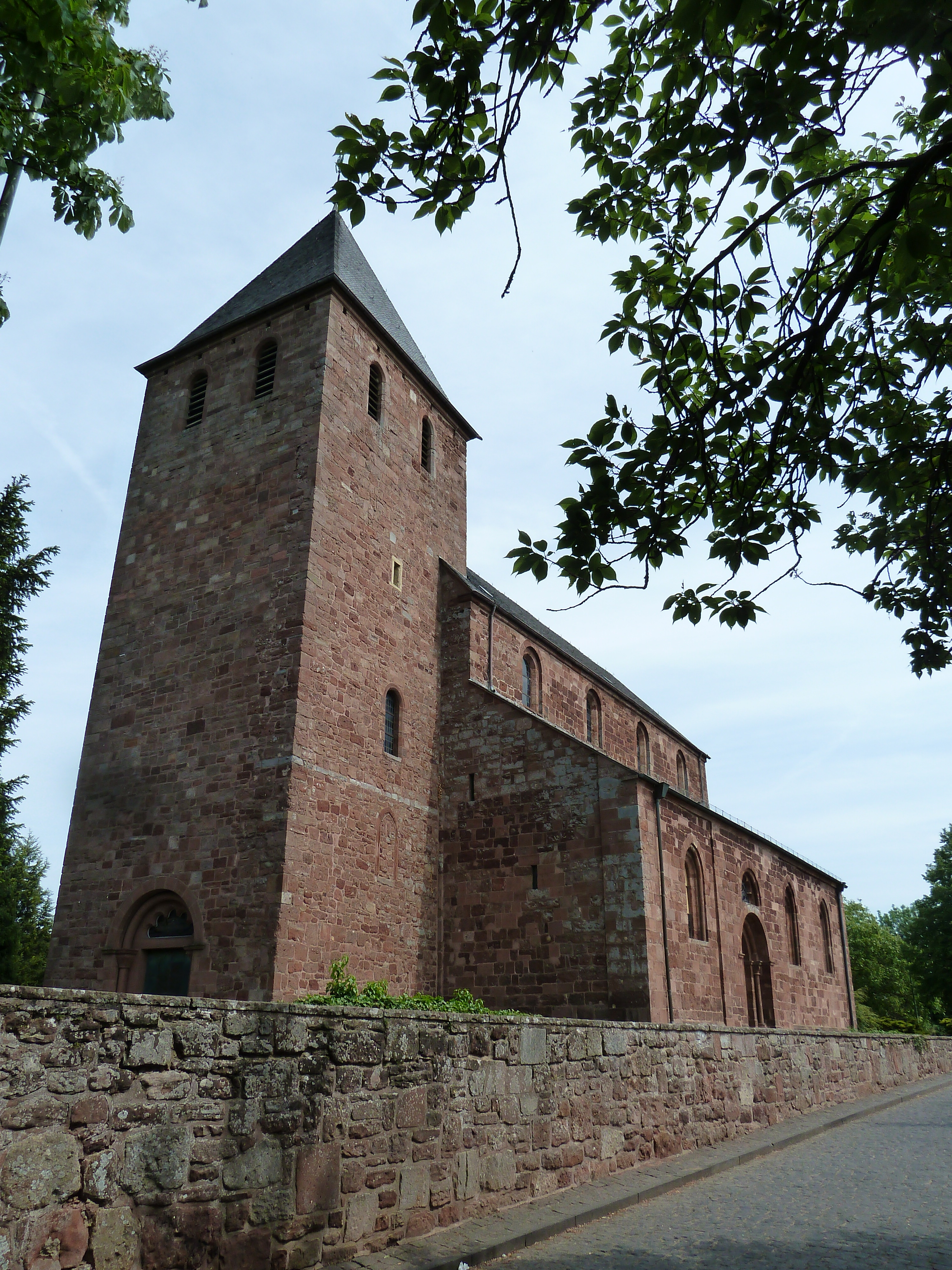
Exterieur Johannes-de-Doperkerk
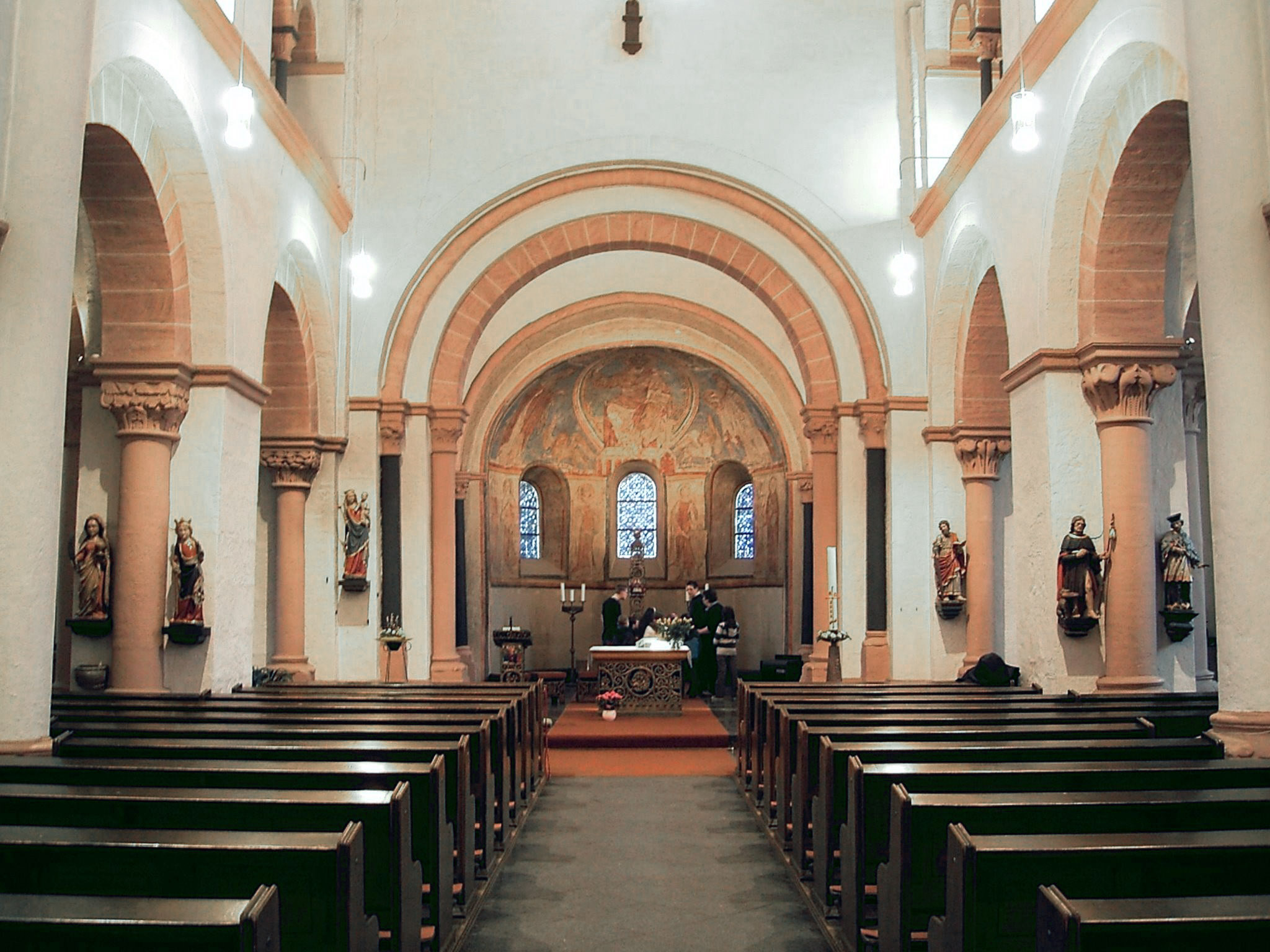
Interieur Johannes-de-Doperkerk

## Bezienswaardigheden en recreatie
- Burcht Nideggen ten westen van het stadje, met kastelenmuseum in de vierkante bergfried
- De Johannes-de-Doperkerk, gebouwd in de 12e eeuw, na verwoestingen in de Dertigjarige Oorlog (1618-1648), door de aardbeving van 1756, en in de Tweede Wereldoorlog, telkens weer herbouwd
- Het noordelijkste puntje van het stuwmeer bij de Roerdaldam ligt bij Schmidt, in de gemeente Nideggen. Deze locatie is ontwikkeld voor strandrecreatie en watersport.
- In de gemeente zijn veel punten, waar men vanaf heuvels in de Eifel fraaie uitzichten heeft. In dit heuvelachtige terrein kunnen min of meer geoefende wandelaars, fietsers en mountainbikers talrijke, ook meerdaagse, van goede bebording voorziene routes volgen.
- De restanten van het oude centrum van Nideggen, zie hierboven
- Wildparken bij Schmidt en Nideggen zelf

## Geboren te Nideggen
- Carl Caspar von Siebold, geboren te Nideggen op 4 november 1736, overleden te Würzburg op 3 april 1807, zeer vooraanstaand Duits chirurg, pionier op het gebied van de hygiëne tijdens operaties; grootvader van Philipp Franz von Siebold
- Hermann Joseph Brünninghausen, geboren te Nideggen op 17 april 1761, overleden te Würzburg op 7 februari 1834, een neef van Carl Caspar von Siebold, en eveneens een beroemd chirurg, vooral op het gebied der orthopedie.

## Afbeeldingen

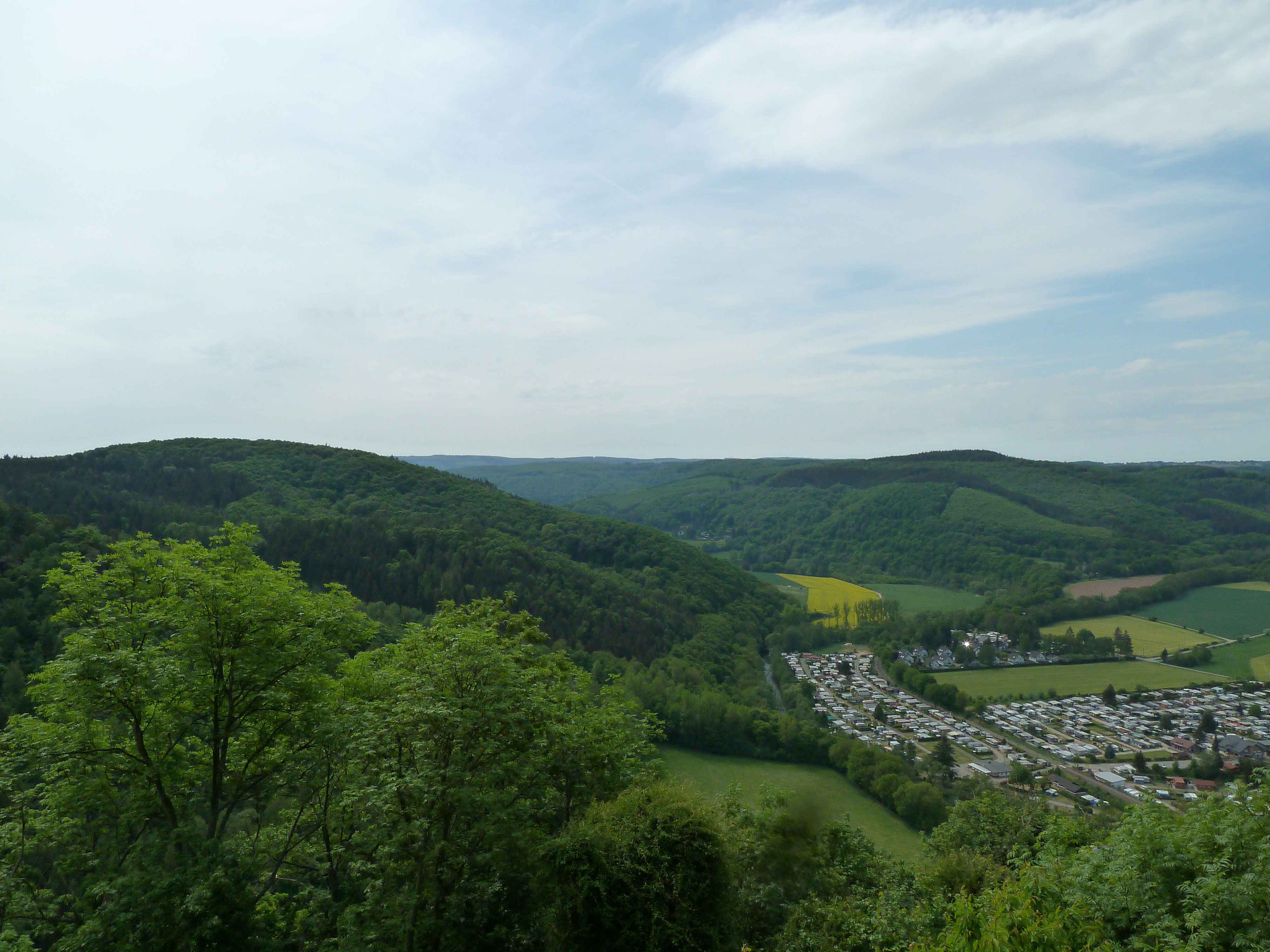
Uitzicht vanaf de burcht
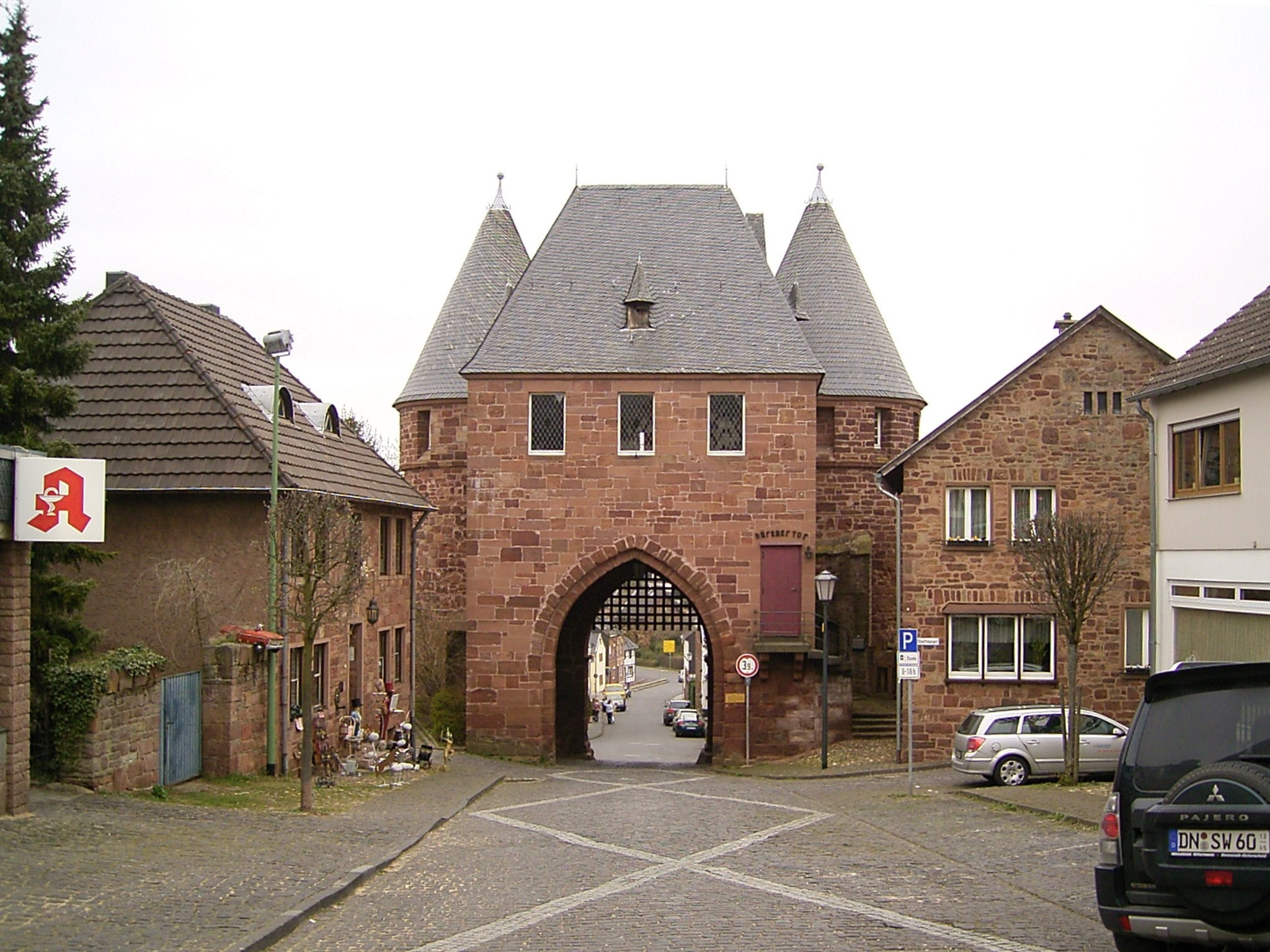
Dürener Tor
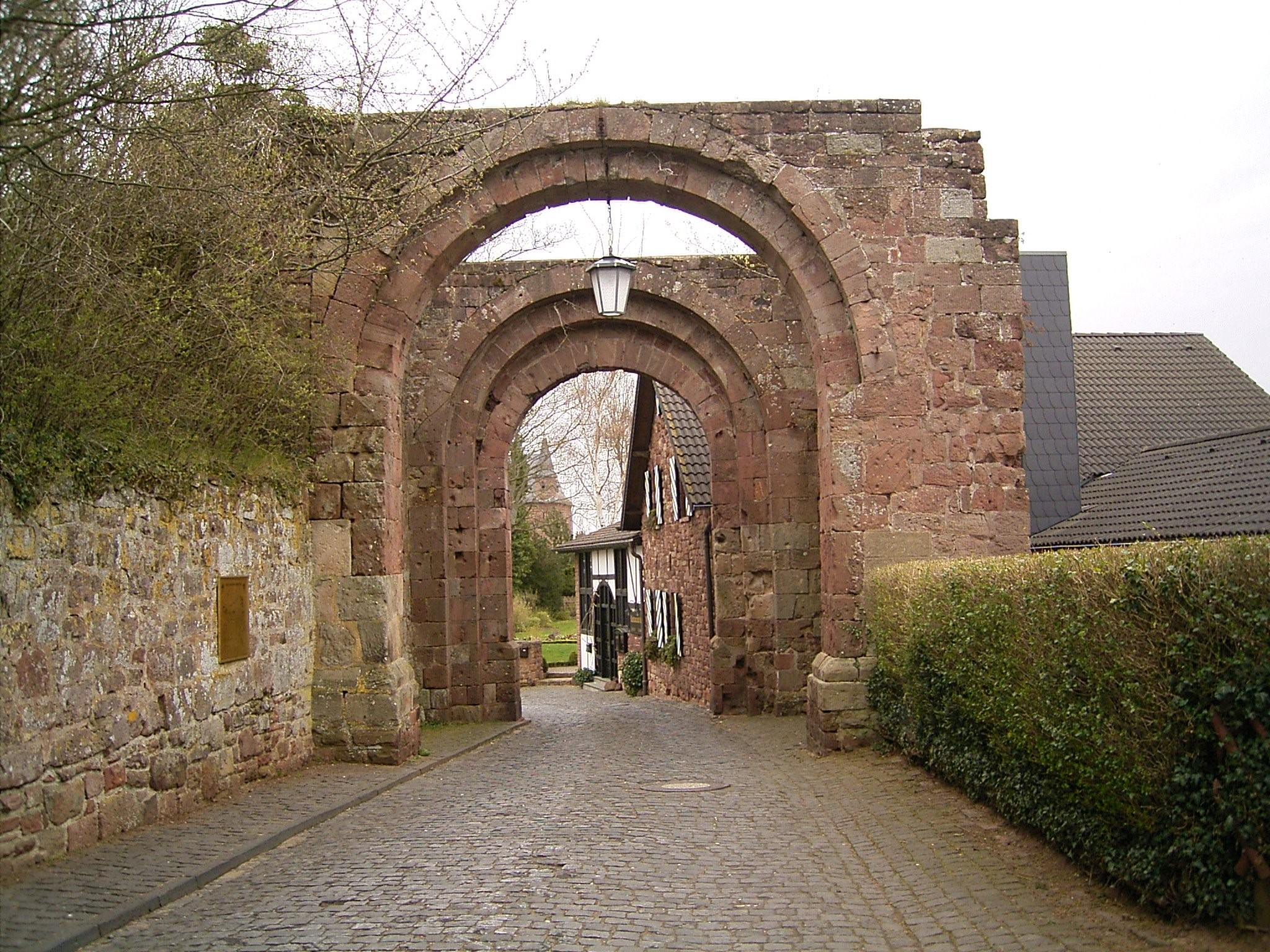
Nystor
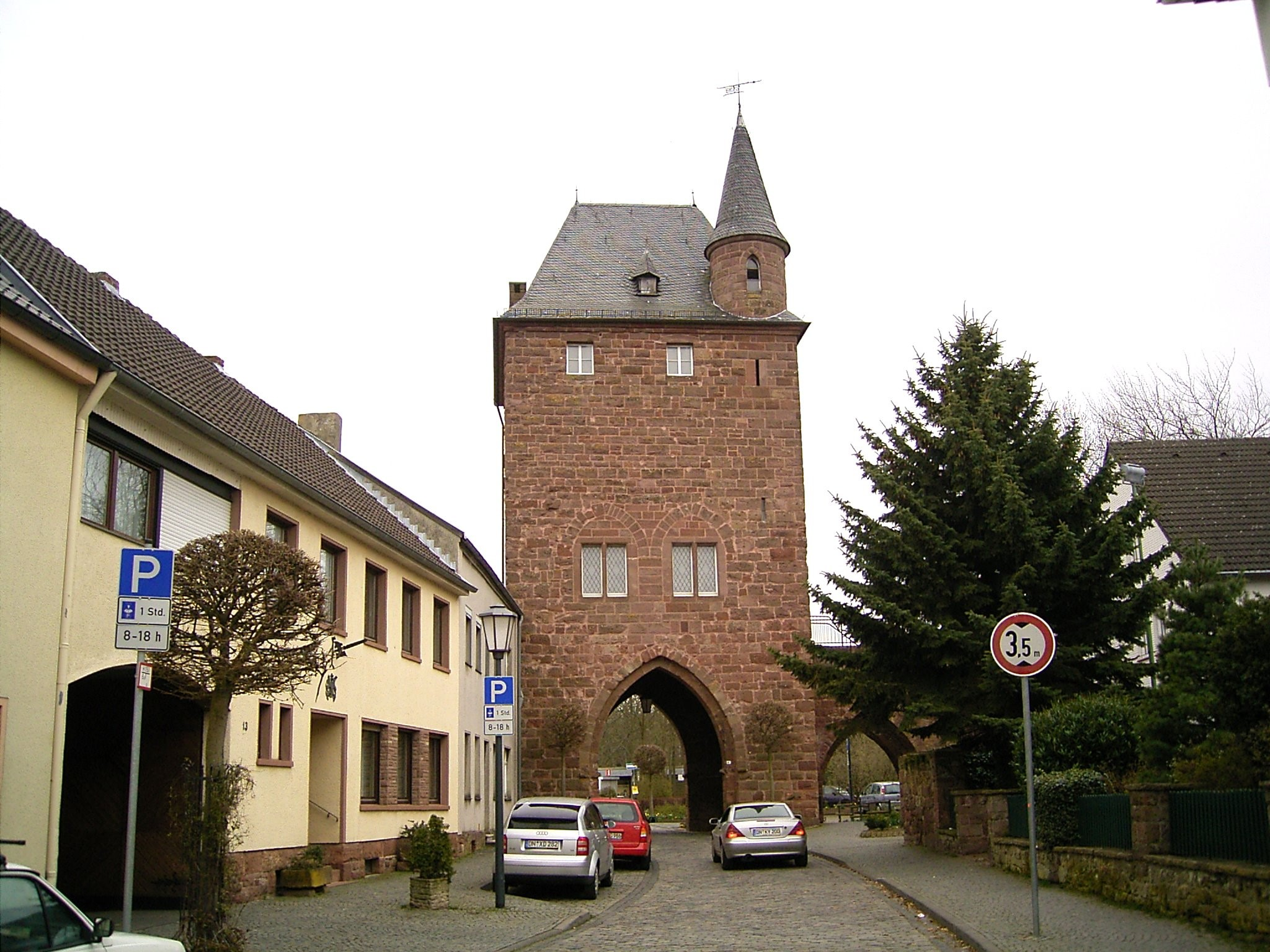
Zülpicher Tor
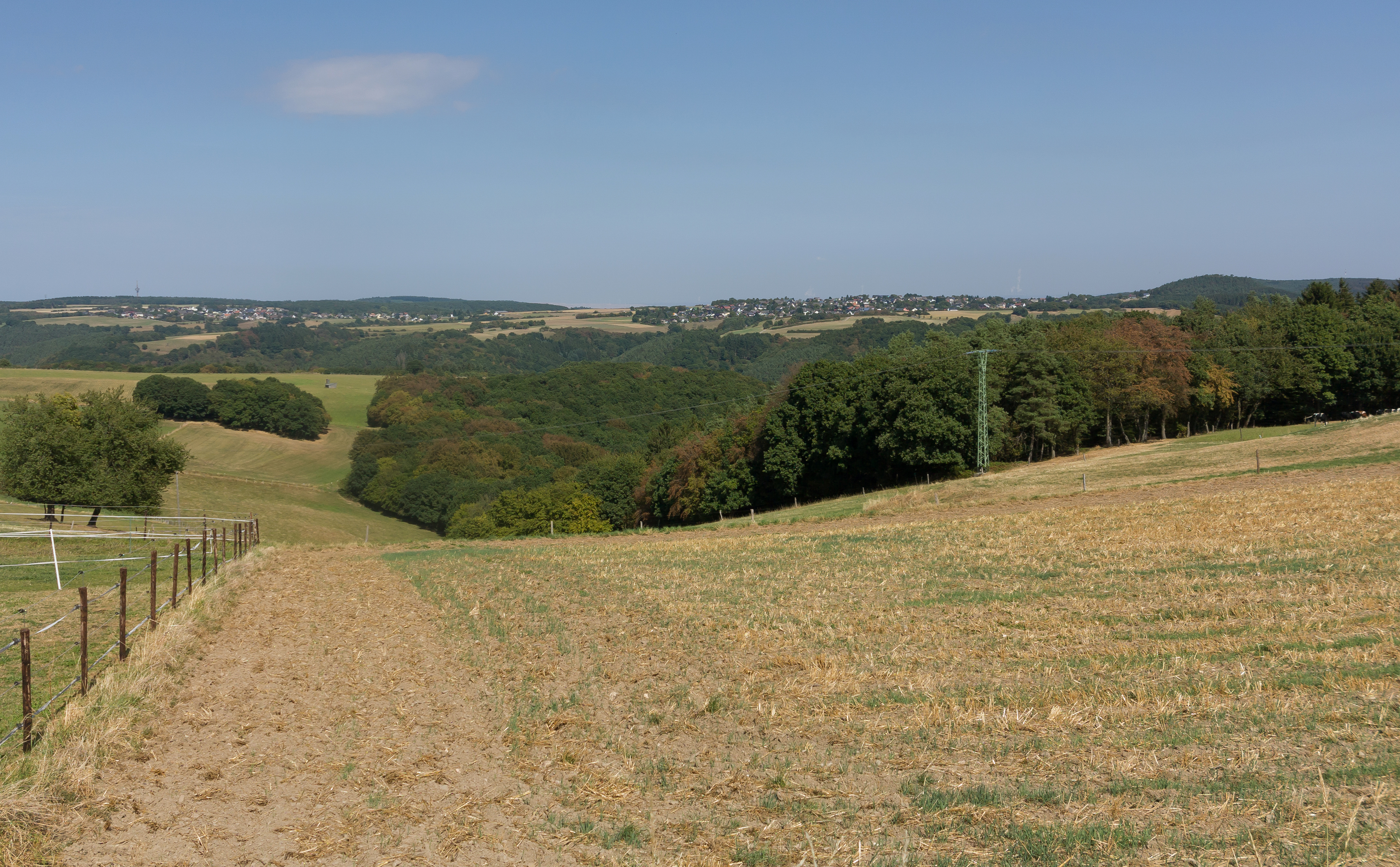
zicht vanaf Schmidt
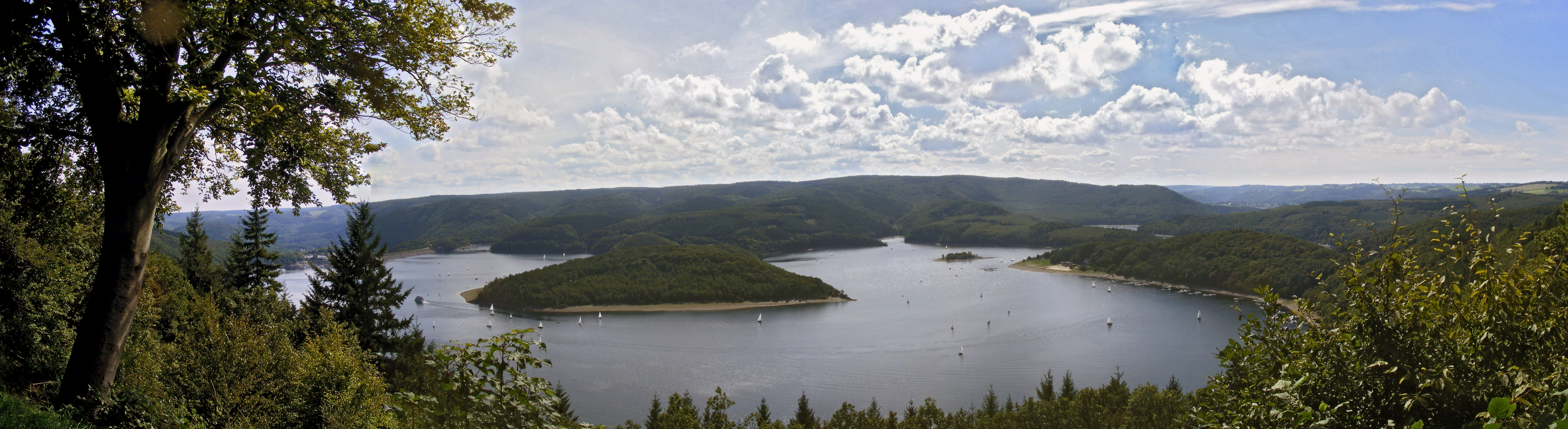
Roerdaldam, vanaf Schmidt gezien
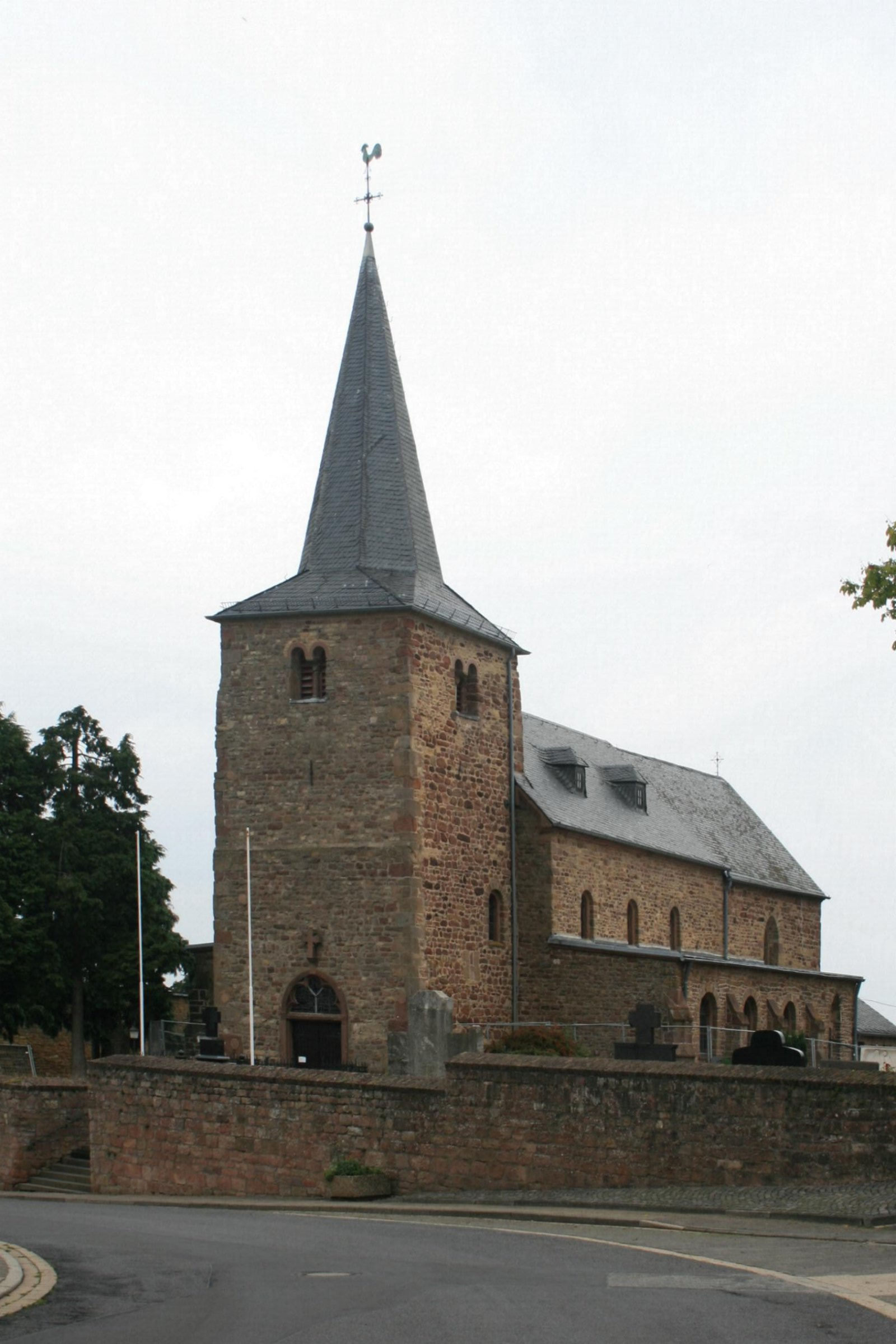
St. Clemenskerk, Berg (12e-15e eeuw)

Aldenhoven · Düren · Heimbach · Hürtgenwald · 
Inden · Jülich · Kreuzau · Langerwehe · Linnich · Merzenich · Nideggen · Niederzier · Nörvenich · Titz · Vettweiß